# The Wood
The Wood è un film del 1999, debutto alla regia della direttrice casting Rick Famuyiwa.

## Accoglienza

### Incassi
Il film ha incassato 6,8 milioni di dollari negli Stati Uniti, poco più del budget speso per la produzione (6 milioni di dollari).

### Critica
Il film ottiene il 61% delle recensioni professionali positive sul sito Rotten Tomatoes, con un voto medio di 4,42 su 10 basato su 56 critiche; sul sito Metacritic ottiene un punteggio di 33 su 100, basato su 26 critiche.